# Islas Rouse
Las islas Rouse o rocas Rouse son un pequeño archipiélago en la costa este de la bahía Holme, en la Tierra de Mac. Robertson, cierra el sur de la isla Welch, están situadas en las coordenadas 67°34′48.0″S 62°57′00.0″E / -67.580000, 62.950000, con una altitud de 28 m. 
Las islas Rouse fueron descubiertas el 13 de febrero de 1931 por la Expedición de investigación antártica británica, australiana y neozelandesa (BANZARE) bajo la dirección de sir Douglas Mawson, quien las llamó así en honor a E. J. Rouse de Sídney, Australia, quien ayudó a la expedición con el equipo fotográfico.

## Reclamación territorial
Las islas son reclamadas por Australia como parte del Territorio Antártico Australiano, pero esta reclamación está sujeta a las disposiciones del Tratado Antártico.
- Datos: Q6979480